# Gregorio Ricci-Curbastro
Gregorio Ricci-Curbastro (ur. 12 stycznia 1853 w Lugo, zm. 6 sierpnia 1925 w Bolonii) – włoski matematyk, autor prac z zakresu rachunku tensorowego, geometrii różniczkowej i innych dziedzin matematyki.

## Życie
Ricci-Curbastro aż do rozpoczęcia studiów uniwersyteckich nie uczęszczał do szkół, a wiedzę zdobywał dzięki indywidualnym lekcjom. W 1869, mając zaledwie 16 lat, wstąpił na uniwersytet w Rzymie, jednak po roku przerwał studia na skutek wojny między Państwem Kościelnym a Królestwem Włoch. Od 1872 kontynuował edukację najpierw w Bolonii, a następnie w Pizie, gdzie uczęszczał na wykłady Enrico Bettiego oraz Ulisse Diniego. W 1875 uzyskał doktorat, a w latach 1877-1878 przebywał na stypendium na politechnice w Monachium, gdzie zetknął się z Feliksem Kleinem. Po powrocie do Pizy został asystentem Diniego, zaś od 1880 był profesorem fizyki matematycznej na uniwersytecie w Padwie. Funkcję tę pełnił aż do śmierci w 1925.
Oprócz prowadzenia działalności naukowej Ricci-Curbastro zajmował się również pracą na rzecz społeczności, wśród których aktualnie przebywał. W rodzinnym Lugo pełnił funkcję radnego i był zaangażowany w prace związane z budową wodociągów i osuszaniem bagien. Również jako radny działał w Padwie, gdzie zajmował się sprawami edukacji i finansów. Tam też otrzymał propozycję zostania burmistrzem, której jednak nie przyjął.
W 1884 Ricci-Curbastro ożenił się z Bianką Bianchi Azzarani, z którą miał troje dzieci.

## Działalność naukowa
W pracy Méthodes de calcul différentiel absolu et leurs applications opublikowanej wspólnie z Tullio Levim-Civitą w 1900 roku Ricci-Curbastro zawarł systematyczny wykład teorii nazwanej przezeń "absolutnym rachunkiem różniczkowym". Teoria ta stała się jednym z zalążków współczesnego rachunku tensorowego i jego zastosowań w geometrii różniczkowej, a idee Ricciego były ważną inspiracją dla Alberta Einsteina w jego pracach nad ogólną teorią względności. W równaniach Einsteina wykorzystany został tensor Ricciego.
Ricci-Curbastro był również autorem prac m.in. z zakresu teorii równań różniczkowych, teorii potencjału i mechaniki teoretycznej.